# William Burges (Architekt)

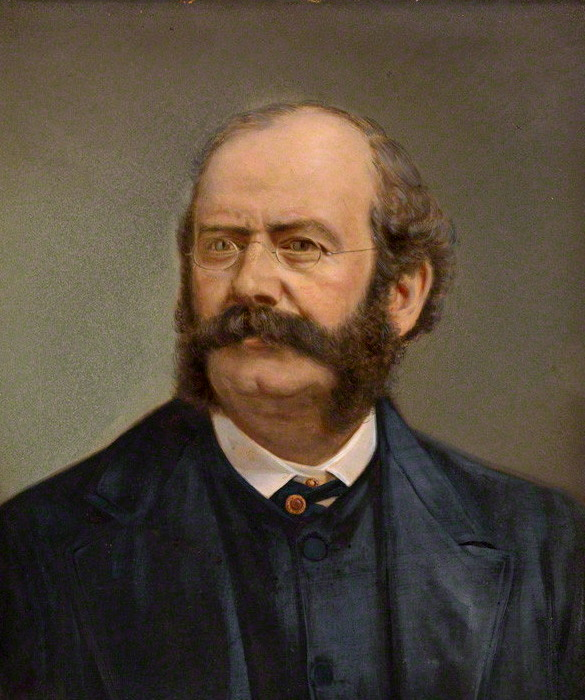
William Burges. Gemälde von Henry van der Weyde, 1881

William Burges (* 2. Dezember 1827 in London; † 20. April 1881 in Kensington) war ein britischer Architekt und Designer. Er entwickelte die Neugotik zu seinem eigenen, reich dekorierten Stil weiter und gilt als einer der wichtigsten Architekten der viktorianischen Architektur. Burges arbeitete nicht nur als Architekt, sondern gestaltete auch die gesamte Inneneinrichtung seiner Bauten und gilt damit als Vorläufer des Ästhetizismus.

## Herkunft und Jugend
Burges entstammte einer Familie, der erfolgreiche Architekten, Ingenieure und Bauunternehmer angehörten. Burges war der älteste Sohn des Ingenieurs Alfred Burges und dessen Frau Elizabeth Green. Sein Vater war Teilhaber an dem Bauunternehmen Walker and Burgess, sein Onkel, der Bauunternehmer John Leschallas starb 1877 als reicher Mann. Burges besuchte ab 1839 die King’s College School in London, wo sein Zeichenlehrer vermutlich der Maler John Sell Cotman war. Nach der Schule studierte Burges weiter am King’s College Technik, doch verließ er nach einem Jahr die Hochschule ohne Abschluss und nahm 1844 eine Stelle im Büro des Architekten Edward Blore an.

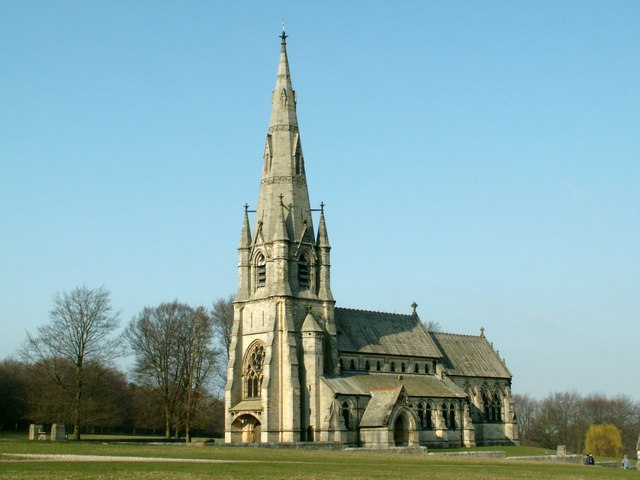
Kirche St Mary in Studley Royal

## Erste Tätigkeiten als Architekt

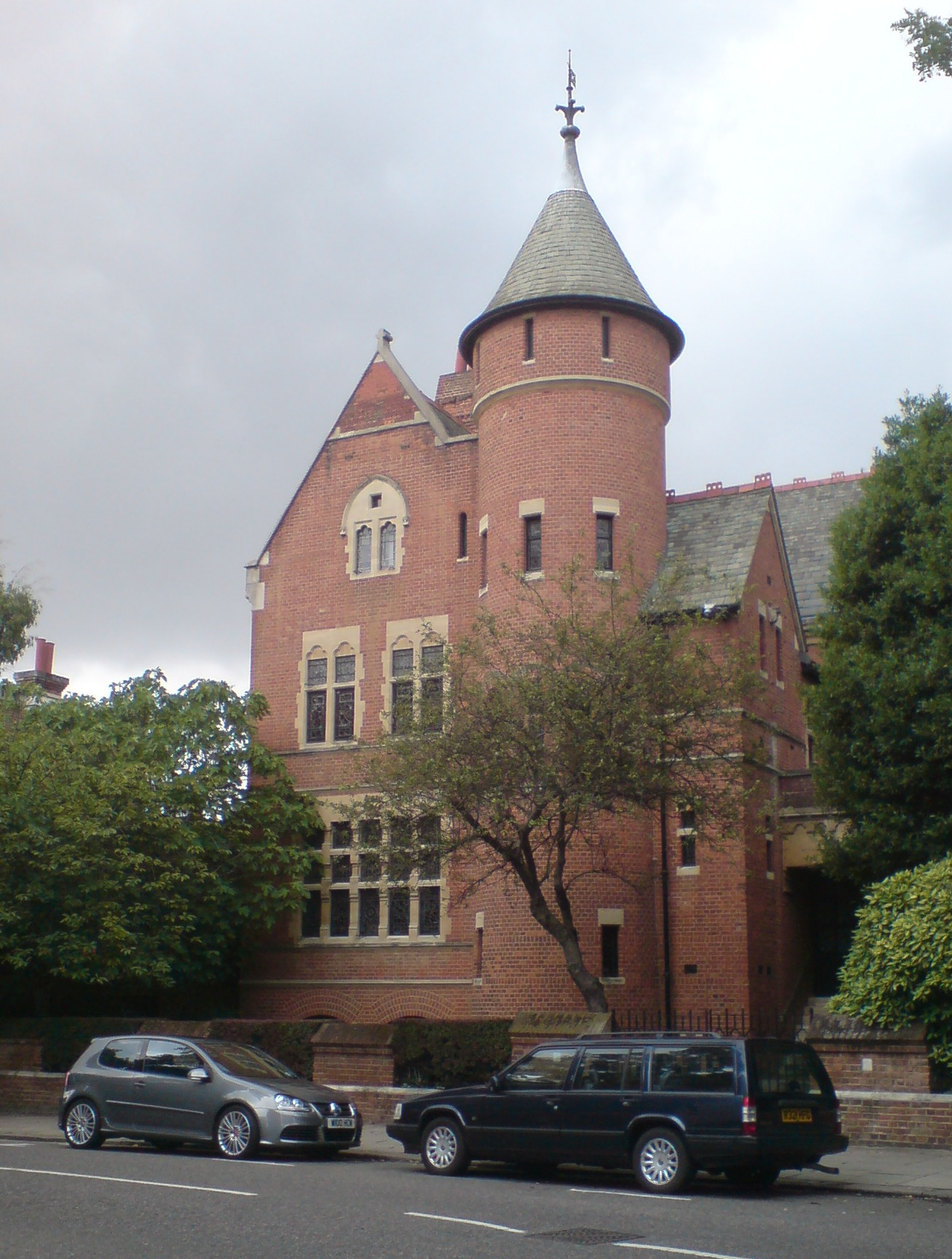
Tower House in Kensington, Burges Wohnsitz in London

Nach fünf Jahren wechselte er 1849 zu dem Architekten Matthew Digby Wyatt und arbeitete mit an den Vorbereitungen zur Great Exhibition von 1851, daneben erstellte er Zeichnungen von mittelalterlichen Schmiedearbeiten für Wyatts 1852 erschienenes Buch Metalwork. Anschließend arbeitete er bis 1856 für den Architekten Henry Clutton. Ihr Entwurf für den Neubau der Kathedrale von Lille wurde zwar preisgekrönt, jedoch nicht ausgeführt, ebenso wenig wie der Entwurf für die Krim-Gedenkkirche in Konstantinopel, die schließlich nach einem Entwurf ihres Konkurrenten George Edmund Street erbaut wurde. 1855 wurde Burges Cluttons Partner, doch ihre Zusammenarbeit endete 1856.
Burges wurde in seinen Arbeiten stark von dem Werk Pugins beeinflusst. Daneben unternahm der junge Architekt ab 1849 mehrere Europareisen, während der er Nord- und Südfrankreich, Italien, Sizilien, Griechenland, das Osmanische Reich, Belgien, die Niederlande, die Schweiz, Deutschland und Spanien besuchte und dort gotische Bauwerke besichtigte und studierte. Daneben beschäftigte er sich mit japanischer, indischer, skandinavischer und nordafrikanischer Kunst. Sein Schwerpunkt bildete die Architektur des 13.
 Jahrhunderts, und seine Zeichenkunst wurde vor allem durch das mittelalterliche Skizzenbuch des Villard de Honnecourt und daneben durch Albrecht Dürer beeinflusst. In den 1850er und 1860er Jahren erwarb er sich internationale Anerkennung als Experte für mittelalterliche Bauten, obwohl ihm das systematische Vorgehen von Viollet-le-Duc fehlte. In derselben Zeit entwickelte er bis zur Mitte der 1860er Jahre einen sehr persönlichen neugotischen Baustil, der weniger von der englischen als von der französischen Gotik beeinflusst wurde, vor allem aber eine eklektische Mischung aus französischen, italienischen, arabischen, japanischen und pompejanischen Einflüssen war und zeitweilig Burges-Stil genannt wurde.

## Architekt des Burges-Stil
Burges kurze Karriere verlief vielfältig. Seinen ersten großen Auftrag, den Bau der St. Finbarre-Kathedrale in Cork, erhielt er als 35-Jähriger 1863. Zu den weiteren Sakralbauten, die von ihm entworfen wurden, gehören die All Saints Church in Fleet in Hampshire, die Erweiterung der St Michael’s Church in Brighton, die Kirche Christ the Consoler in Skelton-on-Ure in Yorkshire sowie die Kirche St Mary's in Studley Royal.
1865 lernte Burges den jungen Marquess of Bute kennen. Der junge Adlige galt als Besitzer des Hafens von Cardiff als reichster Mann der Welt und war begeistert vom Mittelalter. Burges erkannte, dass er für den reichen Marquess seine eigenen Architekturideen umsetzten konnte. Nachdem er zunächst eine neue Kapelle für Butes Stammsitz Mount Stuart errichtet hatte, erhielt er den Auftrag, Cardiff Castle als Wohnsitz für den Marquess auszubauen. Burges schuf ein reich gestaltetes Märchenschloss, das er innen aufwändig und fantasievoll ausgestaltete, wobei der tief religiöse Bute die Themen vorgab. 1872 folgte der Bau des unweit von Cardiff gelegenen Castells Coch, das äußerlich die Rekonstruktion einer mittelalterlichen Burg ist, innen jedoch teilweise ebenfalls überreich ausgeschmückt ist.

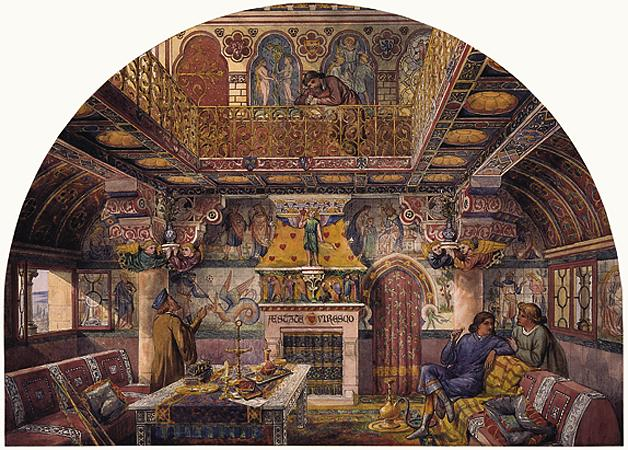
Entwurf für den Summer Smoking Room in Cardiff Castle

Zu seinen weiteren Bauten gehören Park House in Cardiff, das Herrenhaus Knightshayes Court bei Tiverton in Devon sowie sein eigener Londoner Wohnsitz Tower House. Daneben fertigte er Entwürfe für zahlreiche andere Bauwerke, die jedoch nicht ausgeführt wurden, wie für die Kathedrale von Truro, eine Kunstschule in Bombay, einen Umbau der St Paul’s Cathedral und für den Neubau der Royal Courts of Justice in London.
Nachdem sich Burges bis zur Mitte der 1860er einen eigenen Stil angeeignet hatte, entwickelte er diesen nur noch wenig weiter, sondern verfeinerte ihn nur. Gegen Ende seines Lebens konzentrierte er sich auf Design und die Schaffung einer architektonischen Fantasiewelt.

## Tätigkeit als Designer
Burges beschränkte sich bei seiner Arbeit nicht nur auf die Architektur, sondern bezog auch Schnitzereien, Malereien, Metall- und Steinmetzarbeiten sowie Buntglasfenster in seine Gestaltung mit ein. Die von ihm gestalteten Innenräume besaßen üppige, farbige Schnitzereien, Wandvertäfelungen und Deckenmalereien. Seine Entwürfe zeichnen sich durch einen übergroßen Reichtum an Ornamenten und Verzierungen aus, wobei er von John Ruskin beeinflusst wurde. Bereits in der Schule hatte er Dante Gabriel Rossetti und dessen Bruder William Michael kennengelernt. Neben ihnen war Burges mit den meisten führenden Künstlern der Präraffaeliten befreundet. Für Burges gingen bei seinen Bauten die neugotische Außenarchitektur und die Ausmalung im Stil der Präraffaeliten Hand in Hand. Bei seinen Arbeiten beschäftigte er mehrere Präraffaeliten als Wandmaler, Buntglashersteller und Möbelmaler. Für William Morris, dem führenden Künstler des Arts and Crafts Movement war er eher ein Rivale als ein Freund, doch mit Edward William Godwin war er vor allem anfangs eng befreundet. Mit Edward Burne-Jones, John Everett Millais, Simeon Solomon, Albert Moore, Thomas Morten, Charles Rossiter, Frederick Smallfield, John Anster Fitzgerald, Edward Poynter, Stacy Marks und zahlreichen weiteren Künstlern arbeitete er zeitweise zusammen. Besonders Burne-Jones, Poynter und Marks verdanken ihm Aufträge zu Beginn ihrer Karriere.

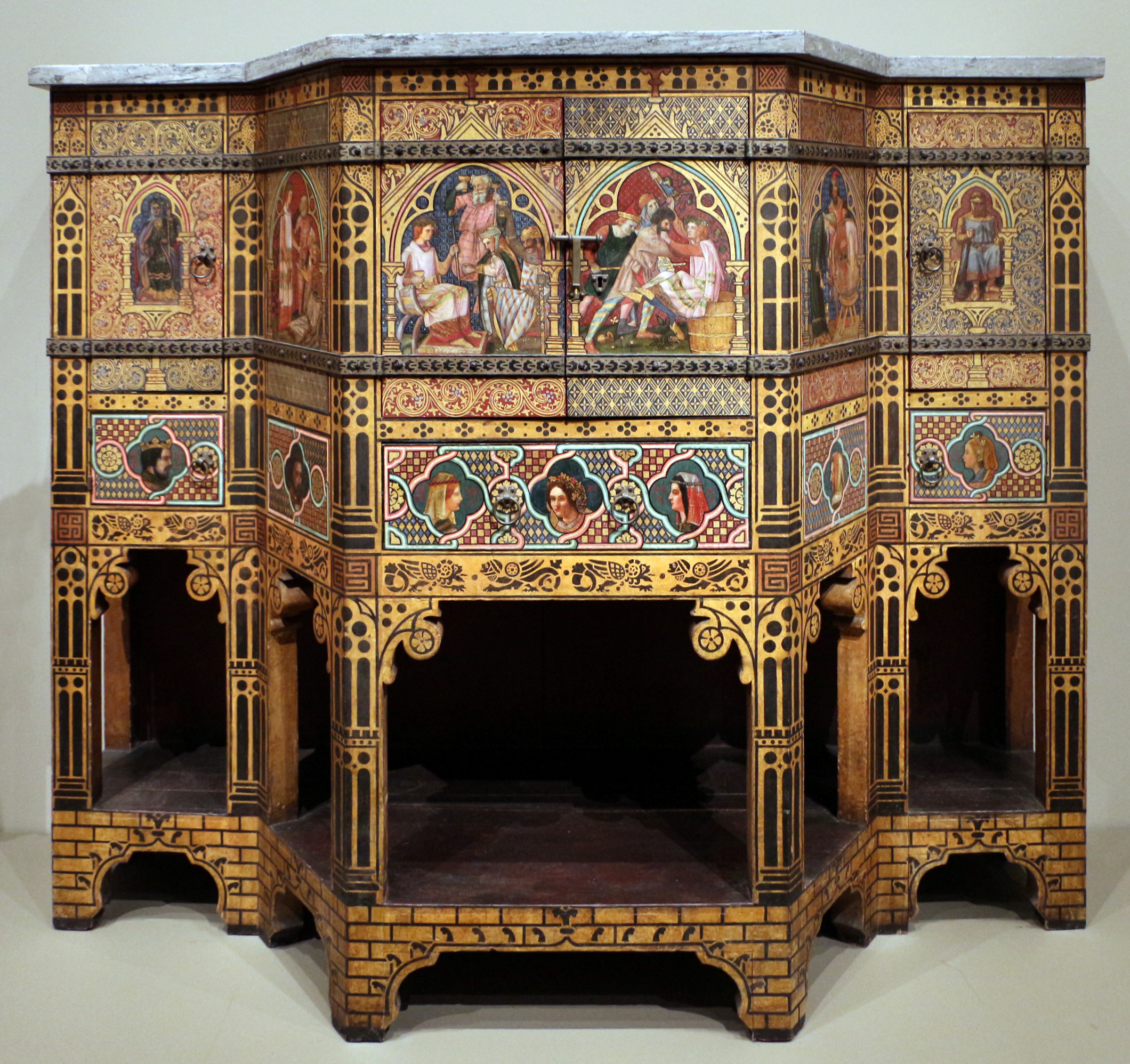
Nach Burges Entwurf gefertigtes Sideboard, 1859

Burges entwarf herausragende Stücke der Möbelkunst wie das Yatman Cabinet, Buntglasfenster in höchster Qualität und auch ausgezeichnete Juwelier- und Schmiedearbeiten. Im Gegensatz zu den Arbeiten von Pugin und Morris waren seine Entwürfe für Möbel, Buntglas und Schmiedearbeiten nie für die Massenfertigung vorgesehen. Zahlreiche seiner Arbeiten befinden sich heute im Victoria and Albert Museum in London sowie in der Higgins Art Gallery in Bedford.

## Sonstiges
Burges bekleidete nie ein offizielles Amt. Er war führendes Mitglied des Hogarth Club und anderer Künstlervereinigungen wie der Medieval Society und des Arts Club, daneben Mitglied des Royal Institute of British Architects, des Royal Archaeological Institute, der Architectural Museum and Architectural Exhibition Society, der Architectural Association und der Ecclesiological Society. Vermutlich sein bohèmehafter Lebensstil verwehrte ihm jedoch bis kurz vor seinem Tod die Aufnahme in die Royal Academy, ebenso wurde er nie Mitglied der Society of Antiquaries.
Seine Arbeit beeinflusste Josiah Conder, der in Japan wirkte, William Emerson in Indien sowie den amerikanischen Architekten Henry Hobson Richardson. Burges war begeisterter Freimaurer und sicher auch Rosenkreuzer. Er führte einen aufwändigen Lebensstil, konsumierte Alkohol und Opium und blieb lebenslang unverheiratet. Er starb drei Wochen, nachdem er sich nach einem Besuch seiner Bauarbeiten in Cardiff während einer langen Kutschfahrt stark unterkühlt hatte. Er wurde auf dem Norwood Cemetery unter einem Grabstein begraben, den er für seine Mutter entworfen hatte. Einen Großteil seiner umfangreich Sammlung von Waffen, Elfenbeinschnitzereien und Buchmalereien hinterließ er dem British Museum. Der Großteil seiner Zeichnungen befindet sich in Cardiff Castle, in der Sammlung des RIBA und im Victoria and Albert Museum.

## Veröffentlichungen
Er veröffentlichte zahlreiche Artikel und Aufsätze sowie die Bücher
- Art Applied to Industry: A Series of Lectures. John Henry and James Parker, Oxford / London, 1865; Textarchiv – Internet Archive.
- Architectural drawings. Clowes, London 1870